# XLVIII edició dels Premis Ariel
La LXVIII edició dels Premis Ariel, organitzada per l'Acadèmia Mexicana d'Arts i Ciències Cinematogràfiques (AMACC), es va celebrar el 14 de març de 2006 al Palau de Belles Arts de Ciutat de Mèxic per celebrar el millor del cinema durant l'any anterior. Durant la cerimònia, l’AMACC va lliurar el premi Ariel a 26 categories en honor de les pel·lícules estrenades el 2005. La llista de nominats es va fer pública el 10 de febrer de 2006.
Les dues pel·lícules més premiades, amb sis premis cadascuna foren Mezcal (millor pel·lícula, fotografia, so, música, edició i disseny artístic) i Las vueltas del citrillo (millor direcció, actor, coactuació masculina, guió original, maquillatge i vestuari).

## Premis i nominacions
Nota: Els guanyadors estan llistats primer i destacats en negreta. ⭐
| Millor pel·lícula - Mezcal ⭐ - Las vueltas del citrillo | Millor direcció - Felipe Cazals – Las vueltas del citrillo ⭐ - Ignacio Ortiz – Mezcal - Ricardo Benet – Noticias lejanas                                                               |
| Millor actor - Damián Alcázar – Las vueltas del citrillo ⭐ - Dagoberto Gama – Mezcal - David Aarón Estrada – Noticias lejanas | Millor actriu - Mayahuel del Monte – Noticias lejanas ⭐ - Kate del Castillo – American Visa - Ana Graham – Mezcal                                                                      |
| Millor coactuació masculina - José María Yazpik – Las vueltas del citrillo ⭐ - Jaime Camil – 7 Días - Ricardo Blume – Mezcal | Millor coactuació femenina - Gina Morett – Noticias lejanas ⭐ - Aída López – Mezcal - Mayra Sérbulo – Mezcal                                                                           |
| Millor argument original - Felipe Cazals – Las vueltas del citrillo ⭐ - Fernando Kalife – 7 días - Ignacio Ortiz – Mezcal | Millor guió adaptat - Juan Carlos Valdivia – American Visa ⭐ - Marcelo Figueras – Rosario Tijeras                                                                                      |
| Millor fotografia - Mezcal – Serguei Saldívar Tanaka ⭐ - Las vueltas del citrillo – Ángel Goded - Noticias lejanas – Martín Boege | Millor edició - Mezcal – David Torres, Ignacio Ortiz, Sigfrido Barjau ⭐ - 7 días – Hernán Aguilar, Juan Carlos Garza, Sigfrido Barjau - Las vueltas del citrillo – Oscar Figueroa Jara |
| Millor disseny artístic - Mezcal – Gloria Carrasco, Lizette Ponce Quintero ⭐ - Las vueltas del citrillo – Alisarine Ducolomb, Joel López González, Lorenza Manrique - Noticias lejanas – Lizette Ponce Quintero                                                                 | Millor banda sonora - Mezcal – Lucía Álvarez ⭐ - 7 días – Jeff Cardoni - Notícias lejanas – Guillermo González                                                                         |
| Millor so - Mezcal – Antonio Diego, Ernesto Gaytán, Pablo Fernández Murguía, Samuel Larson ⭐ - Las vueltas del citrillo – Aurora Ojeda Coronado, Gabriel Coll Barberis, Jaime Baksht - Noticias lejanas – Isabel Muñoz Cota, Marco Antonio Hernández, Mathías Barberis Blostein | Millor vestuari - Las vueltas del citrillo – Adriana Olivera Pontelín ⭐ - Mezcal – Sergio Ruiz - Noticias lejanas – Sergio Ruiz                                                        |
| Millor maquillatge - Las vueltas del citrillo – Elvia Romero ⭐ - Mezcal – Elvia Romero - Noticias lejanas – Carolina Trejo | Millors efectes especials - (No atorgat) |
| Millor opera prima - Noticias lejanas – Ricardo Benet ⭐ - 7 días – Fernando Kalife - El mago – Jaime Aparicio | Millor opera prima documental - (No atorgat) |
| Millor pel·lícula iberoamericana - Sumas y restas – Víctor Gaviria ⭐ - Mar adentro – Alejandro Amenábar - Play – Alicia Scherson | Millor llargmetratge documental - De nadie – Tin Dirdamal ⭐ - 1973 – Antonino Isordia Llamazares - La guerrilla y la esperanza: Lucio Cabañas – Gerardo Tort                           |
| Millor curtmetratge d’animació - (No atorgat) | Millor curtmetratge de ficció - El violín – Francisco Vargas ⭐ - Mamuth – Oli Quintanilla - Post mortem – Yoame Escamilla                                                              |
| Millor curtmetratge documental - Bajo la tierra – Lola Ovando, Juan Manuel Sepulveda ⭐ - Encontrando a Víctor – Natalia Bruschtein - Tepeyolotl, corazón del cerro – Miguel Ángel García                                                                                        | Ariel d'or - CCC ⭐ - CUEC ⭐ - Ernesto Alonso ⭐ |
| Medalla Salvador Toscano - Felipe Cazals ⭐ | |